# Tyszowce (stacja kolejowa)
Tyszowce – dawna wąskotorowa stacja kolejowa we wsi Lipowiec, w gminie Tyszowce, w województwie lubelskim, w Polsce.